# 후쿠자와촌 (가나가와현)
후쿠자와촌(일본어: 福沢村)은 일본 가나가와현 아시가라카미군에 존재했던 촌이다. 현재의 미나미아시가라시 북동부에 해당한다.

## 역사
- 1889년 4월 1일 - 정촌제 시행에 의해 아시가라카미군 후쿠자와촌이 성립하였다.
- 1955년 4월 1일 - 미나미아시가라 정, 오카모토 촌, 기타아시가라 촌의 일부가 합병되어 새롭게 미나미아시가라 정이 성립하여, 동일 후쿠자와촌은 폐지되었다.

## 참고 문헌
- 角川日本地名大辞典編纂委員会,『角川日本地名大辞典 神奈川県』1984, 角川書店